# Silent Civilian
 (juillet 2025).
Si vous disposez d'ouvrages ou d'articles de référence ou si vous connaissez des sites web de qualité traitant du thème abordé ici, merci de compléter l'article en donnant les références utiles à sa vérifiabilité et en les liant à la section « Notes et références ».
Silent Civilian est un groupe de metalcore originaire de Los Angeles, en Californie.
Jonny Santos quitte le groupe nu metal Spineshank en 2004. À la suite de ce départ, il ressent l'envie de changer de direction musicale et commence à chercher une nouvelle inspiration. Il s'ensuit la création de Silent Civilian, mais dès les débuts, le groupe fait face à plusieurs problèmes de line-up et ils changent de label, quittant Corporate Punishment Records pour Mediaskare Records.
S'ensuit la sortie de leur premier album, Rebirth of the Temple, le 2 mai 2006. Recevant une bonne appréciation, l'album se vend à plus de 25 000 exemplaires depuis sa sortie aux États-Unis.
Le groupe se compose de Santos (chant et guitare), Rudy « Fyto » Perez (guitare) et Stan Derby (basse). Le batteur, Chris Morra, quitte le groupe en décembre 2007 pour des « raisons personnelles ».